# Twentekanal
Der Twentekanal (niederländisch Twentekanaal) ist eine niederländische Binnenwasserstraße, die die overijsselsche Landschaft Twente an die Geldersche Issel anschließt. Der 47 km lange Hauptzweig schließt bei Zutphen an die Issel an und endet in Enschede. Ein 16 km langer Nebenzweig verlässt den Hauptzweig bei Delden und endet in Almelo, wo er Anschluss an die Overijsselse Kanalen hat.

## Geschichte
Am 3. und 4. April 1945 kämpfte das kanadische Lincoln and Welland Regiment am Twentekanal gegen Verbände der Wehrmacht, die sich dort verschanzt hatten. Am Abend des 4. April war der Kampf beendet; das Regiment zog in Delden ein.
Für die Zukunft ist eine Verbindung des Kanals mit dem Mittellandkanal in der Diskussion, welche die Strecke vom Hafen Rotterdam nach Norddeutschland erheblich verkürzen würde. Die Wirtschaftlichkeit des Projektes ist jedoch fraglich.

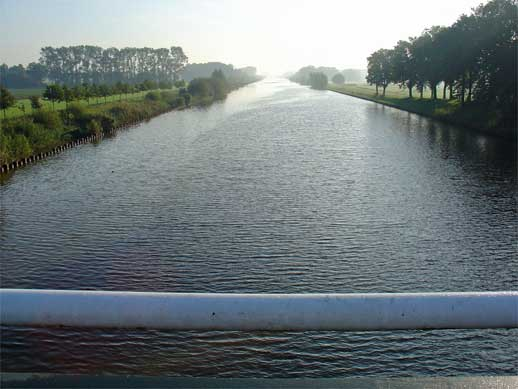
Bei Dochteren
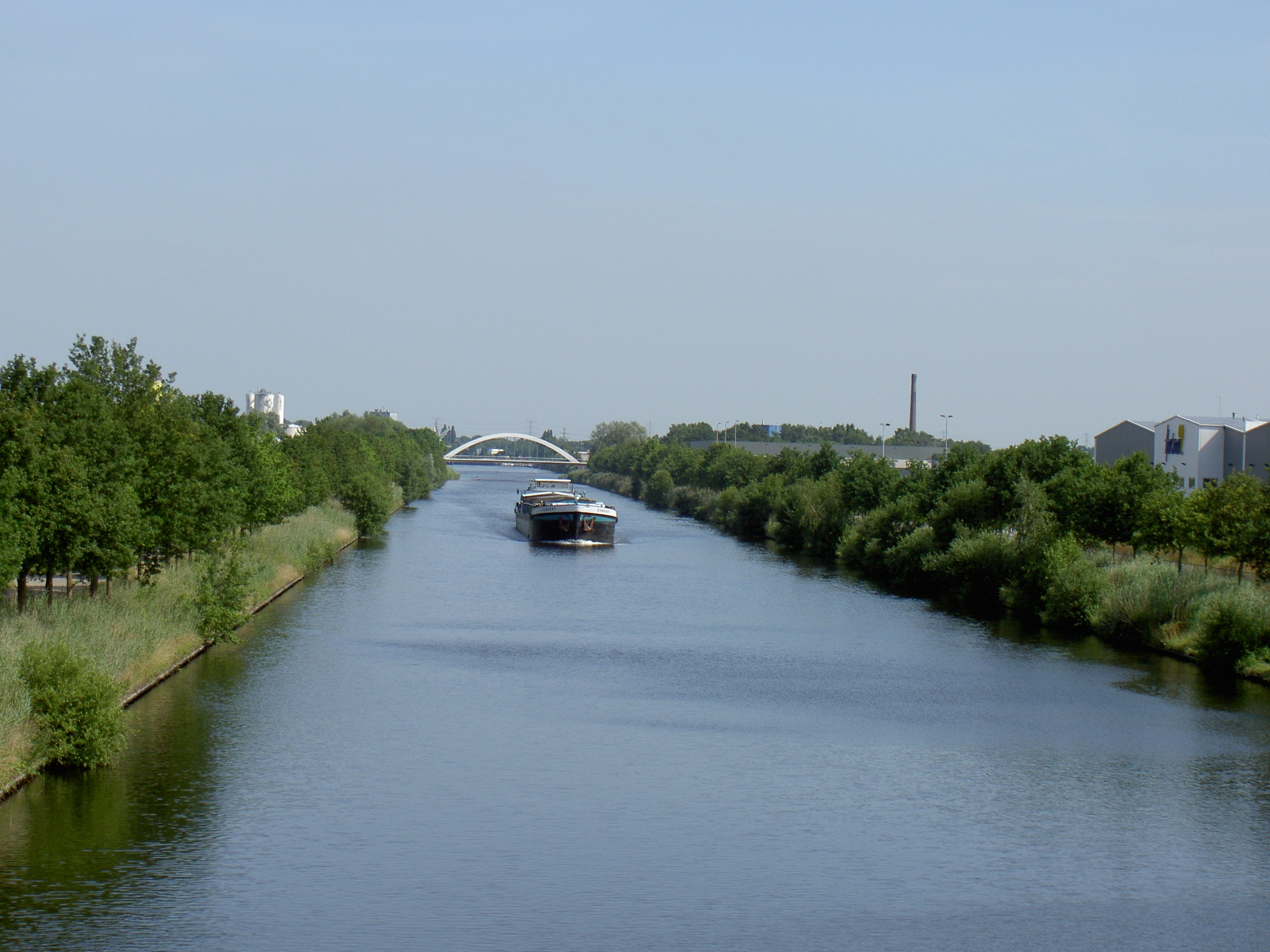
Bei Enschede
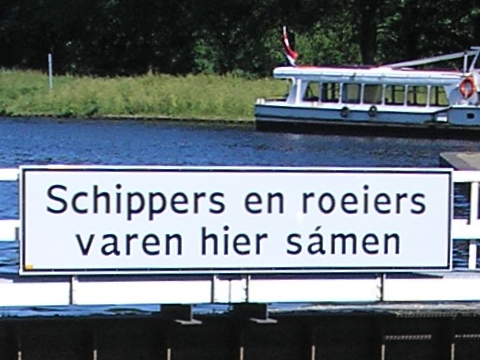
Hinweis auf die gemeinsame Nutzung durch Frachtschifffahrt und Erholungssuchende
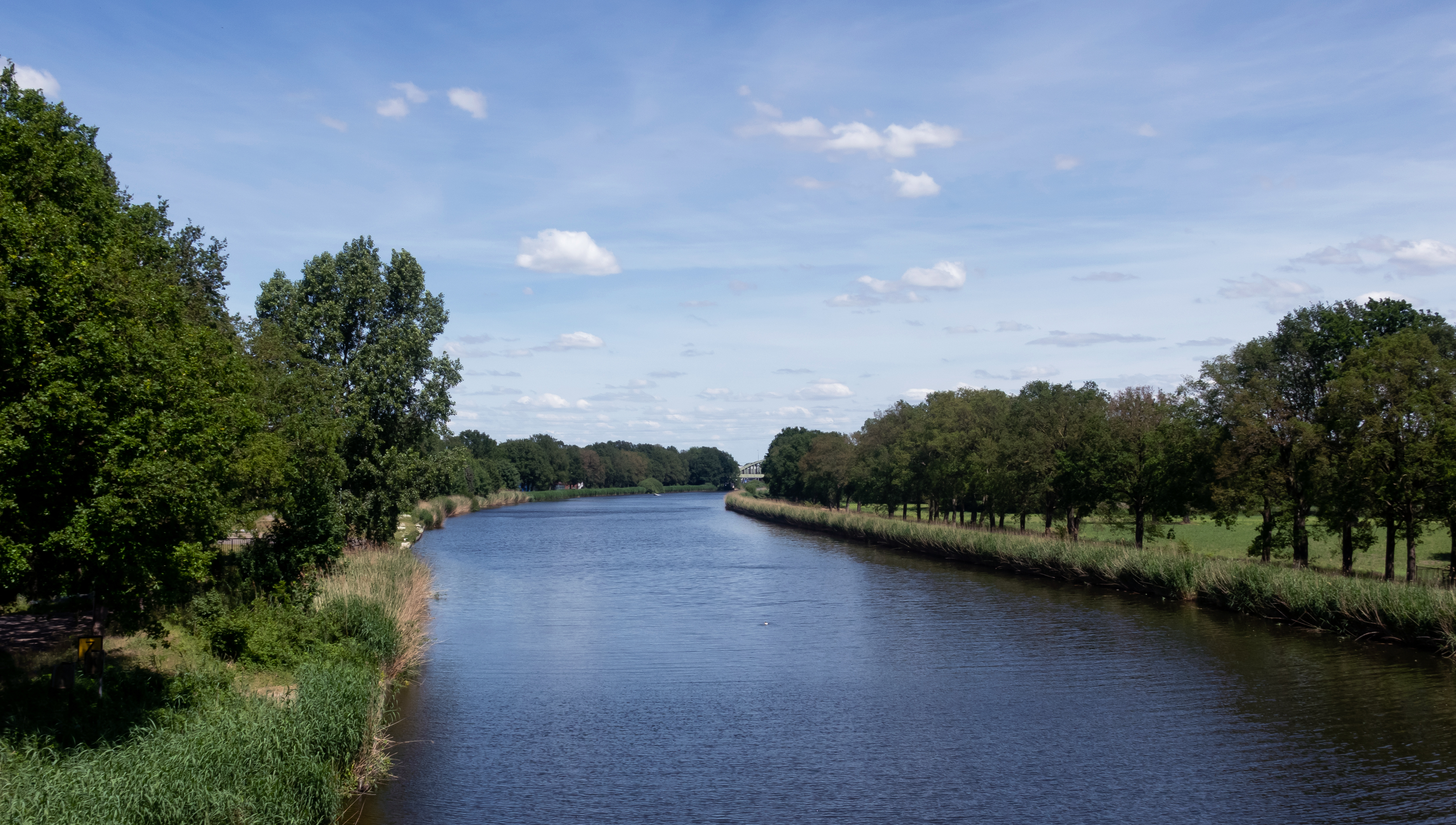
Verzweigen nach Almelo